# Carretera Arrecife-Playa Blanca
La LZ-2 es una de las carreteras principales de la isla de Lanzarote en Canarias, España. Partiendo desde la capital insular Arrecife, comunica la zona sur de la isla, finalizando en la localidad de Playa Blanca, en el municipio de Yaiza, desde cuyo puerto salen los barcos que comunican la isla con Fuerteventura a través del estrecho de la Bocaina. La LZ-2 también da acceso al Aeropuerto de Lanzarote.
Como Carretera de Interés Regional, forma parte del denominado Eje Órzola-Arrecife-Playa Blanca. El Gobierno de Canarias ostenta su titularidad, encargándose el Cabildo de Lanzarote de su mantenimiento.
El tramo entre Arrecife y Tías (aproximadamente 11 kilómetros) se encuentra desdoblada, con dos carriles por sentido, soportando una intensidad media diaria cercana a los 30.000 vehículos en Playa Honda en 2011. El resto de la vía es una carretera convencional.

## Enlaces
| Salida | Sentido Sur (Ascendente) | Sentido Sur (Ascendente)             | Sentido Norte (descendente)          | Sentido Norte (descendente) | Enlace |
| Salida | Carriles                 | Salida                               | Salida                               | Carriles                    | Enlace |
| ------ | ------------------------ | ------------------------------------ | ------------------------------------ | --------------------------- | ------ |
| 1      |                          | Circunvalación de Arrecife           | Circunvalación de Arrecife           |                             | LZ-3   |
| 3      |                          | Playa Honda San Bartolomé Güime      | Playa Honda San Bartolomé Güime      |                             | LZ-303 |
| 4      |                          | Aeropuerto César Manrique-Lanzarote  | Aeropuerto César Manrique-Lanzarote  |                             |        |
| 5      |                          | Puerto del Carmen                    | Puerto del Carmen                    |                             | LZ-40  |
| 9      |                          | San Bartolomé Tías Puerto del Carmen | San Bartolomé Tías Puerto del Carmen |                             | LZ-505 |
| 10     |                          | Tías Conil La Geria                  | Tías Conil La Geria                  |                             | LZ-501 |